# Independence Seaport Museum

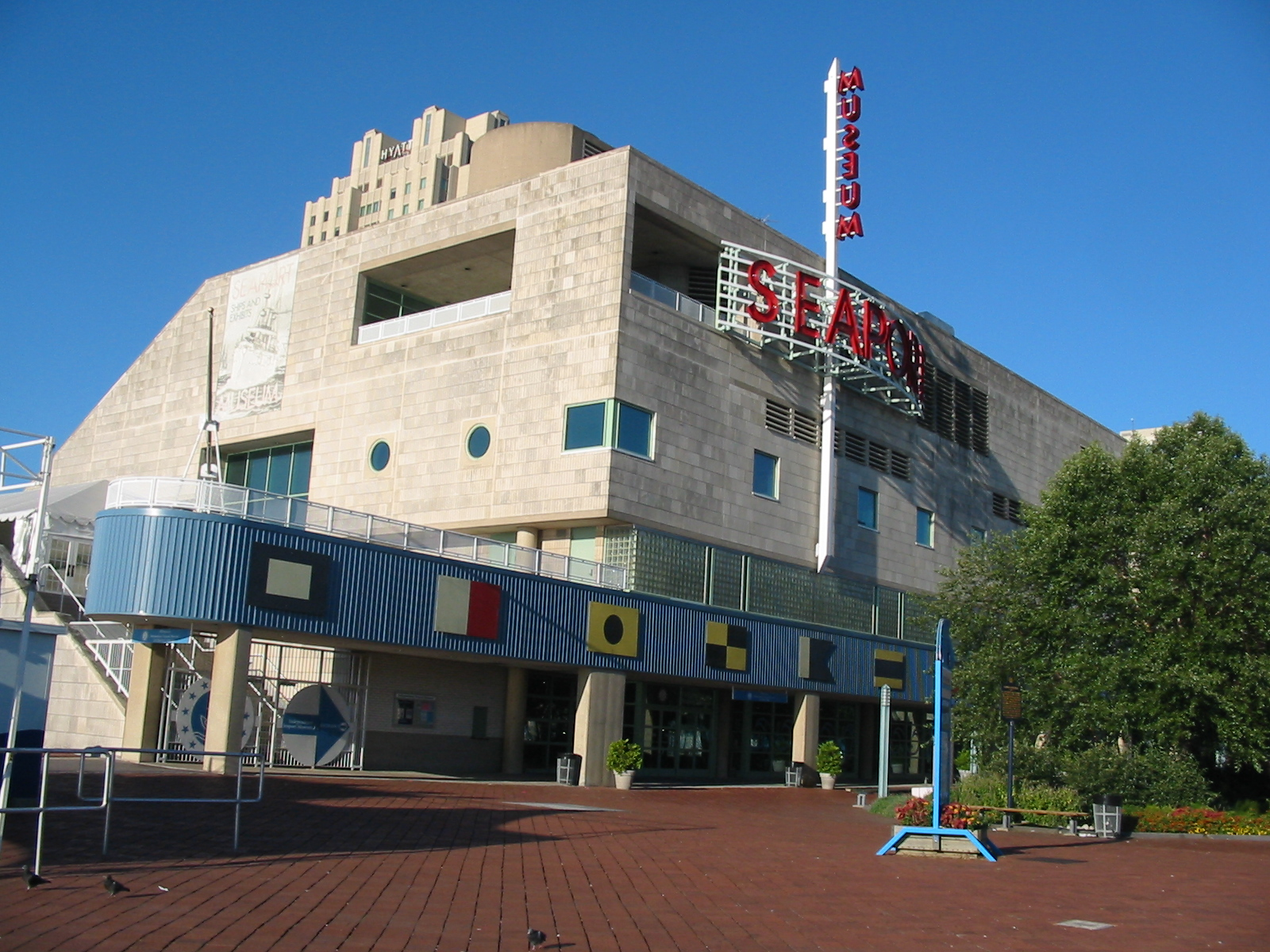
Independence Seaport Museum

Das Independence Seaport Museum ist ein amerikanisches Museum in Philadelphia, Pennsylvania. Es befindet sich auf der Ostseite der Independence Historic Area direkt am Delaware. Pro Jahr besuchen ca. 80.000 Menschen die Ausstellung.

## Geschichte
Das Museum wurde im Jahre 1960 als Philadelphia Maritime Museum gegründet und am Delaware lokalisiert. 1961 wurde es offiziell eröffnet und hatte eine Ausstellungsfläche von nur rund 185 m² (2.000 sq. ft.). Im Jahr 1965 zog es in ein gemietetes Gebäude in der Chestnut Street um und expandierte auf nun ca. 930 m² (10.000 sq. ft.). Die erste Hauptausstellung fand vom 16. März bis 1. Mai 1966 statt. Wiederum zog das Museum im Jahre 1971 in ein nunmehr rund 2.880 m² (31.000 sq. ft.) großes Gebäude ebenfalls in der Chestnut Street. Ebenfalls in diesem Jahr konnte die Gazela aus Portugal für die Ausstellung verwendet werden, das Schiff wurde aber im Jahre 1984 an die Penn's Landing Corporation abgegeben. 1980 konnte das Frachtschiff Maple für den Bootsbau-Workshop gewonnen werden. Das Museum ändert dann im Jahre 1995 seinen Namen in Independence Seaport Museum und zog in das ehemalige Port of History Gebäude am sogenannten Penn's Landing ein. Damit konnte die Fläche weiter auf jetzt 10.220 m² (110.000 sq. ft.) vergrößert werden. Die größten Erfolg erzielte das Museum, als man 1996 die Verantwortung für die Olympia und die Becuna übernehmen durfte, beide sind National Historic Landmark. Im Jahr 2004 konnte der millionste Besucher seit dem Umzug zum Penn's Landing begrüßt werden.

## Ausstellung
Das Museum verfügt über ein Ausstellungsgebäude mit ca. 10.200 m² (110.000 sq.ft.) und ein Pier. Im Museum selber sind Modelle und Pläne sowie andere Exponate zu sehen. Dort wird unter anderem die Geschichte der Schifffahrt in der Stadt Philadelphia und den Vereinigten Staaten sowie speziell der beiden Schiffe thematisiert. Die Highlights der Ausstellung sind die zwei ehemaligen Kriegsschiffe der United States Navy. Zum einen der im Jahre 1892 gebaute geschützte Kreuzer Olympia und das dieselelektrische U-Boot Becuna aus dem Jahr 1944. Nicht zur Ausstellung gehören das Dreimast-Segelschiff Gazela, bis 1981 Teil der Ausstellung, und die auf der gegenüberliegenden Uferseite, schon im Bundesstaat New Jersey, ankernde New Jersey, ein Schlachtschiff aus dem Zweiten Weltkrieg.